# پل آبرسان
پل آبرسان مربوط به دوران‌های تاریخی پس از اسلام است و در شهرستان لامرد، بخش اشکنان، روستای رکن آباد واقع شده و این اثر در تاریخ ۱۰ دی ۱۳۸۱ با شمارهٔ ثبت ۶۷۹۷ به‌عنوان یکی از آثار ملی ایران به ثبت رسیده است.